# 蘇尼特龍屬
蘇尼特龍屬（意為「蘇尼特蜥蜴」）是蜥腳下目恐龍的一屬，是種小型泰坦巨龍類，身長約9公尺，生活於白堊紀晚期，化石發現於中國內蒙古蘇尼特左旗的賽罕高畢。模式種為賽罕高畢蘇尼特龍（S. saihangaobiensis），由中國古生物學家徐星等人於2006年所描述、命名。蘇尼特龍的化石發現於二連組（Iren Dabasu Formation），蘇尼特龍的體型略大於同時期的偷蛋龍类巨盜龍。

## 外部連結
- （英文） Sonidosaurus at Thescelosaurus!
- （德文） Sonidosaurus at Dinosaurier-Web.de